# Fabienne Kanor
Fabienne Kanor, née le 7 août 1970 à Orléans, est une documentariste, romancière et universitaire française .

## Biographie
Fabienne Kanor est née à Orléans, le 7 août 1970, de parents martiniquais. Elle est la sœur de la réalisatrice Véronique Kanor. Diplômée en littérature moderne et en sociolinguistique à l'Université d'Orléans et de Tours, elle étudie ensuite à Paris sous la direction de Romuald Fonkoua. Son mémoire de maîtrise s'intitule Problème de la terre dans la littérature antillaise. Elle est journaliste à Radio France internationale, à Canal France International,à Nova et à France 3.
En 2003, elle se tourne vers l'écriture et la réalisation de documentaires et cour-métrages. En 2004, elle publie son premier roman D’eaux douces.
Elle réalise avec sa sœur Véronique Kanor des portraits de femmes : Jenny Alpha, Césaria Evora et Mimi Barthélémy.
En 2018, elle obtient un doctorat à l'Université d'État de Louisiane à Baton Rouge. Depuis elle enseigne la littérature et le cinéma à l'Université d'État de Pennsylvanie. Ses recherches portent sur la race, le genre, les migrations en France et en Afrique francophone.

## Œuvres
- D’eaux douces, Paris, Éditions Gallimard, collection Continent noir, 2003, 205 p.  (ISBN 2-07-073475-7)

- Humus, Paris, Éditions Gallimard, collection Continent noir, 2006, 246 p.  (ISBN 2-07-078085-6)

- Le jour où la mer a disparu, avec Alex Godard, Paris, Albin Michel jeunesse, 2007, 34 p.  (ISBN 978-2-226-17764-3)
- Les chiens ne font pas des chats, Paris, Éditions Gallimard, collection Continent noir, 2008, 207 p.  (ISBN 978-2-07-012035-2)
- Anticorps, Paris, Éditions Gallimard, collection Continent noir, 2009, 168 p.  (ISBN 978-2-07-012717-7)
- Faire l’aventure, Paris, Éditions JC Lattès, 2013, 363 p.  (ISBN 978-2-7096-4363-4)

- Je ne suis pas un homme qui pleure, Paris, Éditions JC Lattès, 2016, 250 p.  (ISBN 978-2-7096-4917-9)
- Louisiane, Paris, Éditions Rivages, 2020, 208 p.  (ISBN 978-2743649593)

## Documentaires
- 2004: La Noiraude, court-métrage de Fabienne Kanor et Véronique Kanor[7]
- 2008: Ti Emile Pò kò mò, court-métrage de Fabienne Kanor et Jean-Michel Cassérus
- 2008: C'est qui l'homme?, court-métrage de Fabienne Kanor et Véronique Kanor[8]
- 2013: Cahier d'un retour, documentaire de Fabienne Kanor et Véronique Kanor
- 2014: Un caillou et des hommes, documentaire de Fabienne Kanor et Véronique Kanor

## Scénarios
- 2005-2006: Co-écriture du long métrage Derrière le morne.
- 2006: Mise en espace de HUMUS. Sur scène en Guadeloupe
- 2021: H24 (série télévisée), épisode 10 16h - Terminal F

## Prix et récompenses

### Décoration
- Officier de l'ordre des Arts et des Lettres (2025)[9]

### Reconnaissances
- 2004: Prix Fetkann dans la catégorie Mémoire
- 2005: Mention spéciale du jury ETC. Caraïbes[4]
- 2007: Prix RFO du livre
- 2014: Prix Carbet de la Caraïbe et du Tout-Monde
- 2020: Prix Casa de las Américas  dans la catégorie Littérature caribéenne en français et en créole[10]